# Mariona Badenas Agustí
Mariona Badenas Agustí   (Barcelona) és una astrofísica catalana. Llicenciada en Astrofísica per la Universitat Yale, i màster en Astrofísica, Cosmologia i Física d’Altes Energies de la Universitat Autònoma de Barcelona i l’Institut d’Estudis Espacials de Catalunya, ha sigut la primera científica catalana a comandar una missió internacional de la Mars Society, en un desert dels Estats Units que és igual que el planeta vermell.
El 2021 és estudiant de doctorat en Ciències Planetàries al Massachusetts Institute of Technology, on treballa en el descobriment, la validació i la caracterització d'exoplanetes. És membre dels grups Space Generation Advisory Council i Women in Aerospace Europe. El 2018, va ser comandant de la tripulació internacional LATAM-III a l'estació anàloga marciana Mars Desert Research Station, al desert americà d’Utah, una petita base on es simulava com és la vida a Mart i on era la cap de la missió. És una de les científiques que a través del Projecte Hypatia l'abril del 2023 aniran a un desert d'Utah per estudiar les condicions de Mart des d'un paisatge geològicament similar.